# سمكة زرقاء
القَنْبَر أو السمكة الزّرقاء أو مياس (الاسم العلمي: Pomatomus saltatrix) تعرف أيضا باسم مياس وهو نوع من السمك، تعيش في معظم بحار المناطق المدارية والدافئة ما عدا شرقي المحيط الهادئ. ويتراوح طولها في الغالب بين 40 و60 سم وتزن بين 0.5 كغم و 2 كغم. وأحيانًا يصل طول القنبر 1.2 م وتزن أكثر من 14 كغم. وتسْتعمَل كغذاء.
هي سمكة عنيفة ومفترسة وغالبًا تكون جائعة. وتأكل الأسماك الأصغر، وتسبح في مجموعات مائية قد يبلغ طول المجموعة الواحدة منها عدة كيلومترات. وبسبب طعمها ونكهتها الطيبة، فإنها تُعدُّ صيدًا مربحًا لصناعة الأسماك. ويستمتع الناس برياضة صيد القنبر، حيث تُقاتل بشراسة عند تعلّقُها في خطاف الصنَّارة.وصيدها رياضة رائجة وشائعة في الصيف على امتداد الشاطئ الشرقي للولايات المتحدة.